# Niko Terho
Niko Terho (3 februari 1996) is een Barbadiaans-Finse acteur.

## Levensloop

### Vroege leven
Terho werd opgevoed in Barbados door een Barbadiaanse moeder en Finse vader. Hij is een alumnus van de St Michael School in Barbados. Op 18-jarige leeftijd verhuisde hij naar New York om zijn passie voor acteren na te streven, waar hij studeerde aan de William Esper Studio.

#### Carrière
Terho verwierf bekendheid met zijn rol in de romantische komedie The Thing About Harry uit 2020. In 2022 trad hij toe tot de cast van het 19e seizoen van Grey's Anatomy als Dr. Lucas Adams, de neef van Derek en Amelia Shepherd.